# KS Flamurtari Vlorë
A KS Flamurtari Vlorë egy albán labdarúgócsapat Vlorában, jelenleg az albán labdarúgó-bajnokság élvonalában szerepel.

## Története

### Háború előtti időszak
A KS Flamurtari Vlorë-t 1923. március 23-án alapították Shoqeria Sportive Vlorë (Vlorai Sportszervezet) néven. A klub első elnöke Milto Korcari, titkára Malo Ismaili volt. A megalakuláskor a szervezet nem csak a labdarúgással foglalkozott, de ez volt a legnépszerűbb. A pénzügyi szükségleteket a tagok adományaiból és a különböző rendezvényeken való részvételből tudták fedezni. Az első mérkőzést helyi diákok szervezték a Jeronim de Rada Shoqeria Sportive ellen, ami 2–2-es végeredménnyel ért véget. Az 1920-as években több barátságos mérkőzést is játszott albán, és más külföldi csapatok ellen.
A csapat részt vett az Albán Labdarúgó-szövetség megalapításában és az első labdarúgó-bajnokságon is. Az első hivatalos mérkőzést KS Skenderbeu Korcë ellen játszotta, a győztes a fekete-piros csapat lett. 1935-ben a csapat nevet változtatott Shoqata Sportive Ismail Qemali-ra. A háború előtti szezonokban mindössze az alsóbb osztályokban kapott helyet, szerényebb eredményekkel.

### 1945–1980
A második világháború utáni első bajnokságban, mely 1945. szeptember 16-án kezdődött, a Shoqata Sportive Ismail Qemali a negyedik helyen végzett. 1946. június 22-én a klub megváltoztatta a nevét Klubi Sportiv Flamurtari Vlorë-ra. 1946-ban és 1948-ban a csapat egészen a bajnokság döntőéig menetelt, de mindkétszer kikapott. 1954-ben elhódította a Spartak kupát, legyőzve a KS Vllaznia Shkodër-t 6–0-ra, a KS Teutát és a Ylli i Kuq Pogradec 2–0-ra.
Az 1960-ban a Flamurtari nagy küzdelmek árán bejutott az Albán labdarúgókupa döntőjébe, ahol a KS Dinamo Tirana 1–0-ra legyőzte. A következő években a csapat teljesítménye stagnált, végig a bajnokság középmezőnyben szerepelt.

### „Aranyévek”
Az 1980-as években a Flamurtari beírta magát az Albán labdarúgás történelemkönyvébe. Az új évtized egy jól felkészített csapattal és új célokkal indult. Az 1980-1981-es szezonban még csak a 8. helyen, egy idénnyel később már a második helyen végzett, sőt hazai pályán veretlen maradt. 1981-ben a csapat először vett részt nemzetközi kupában, mégpedig a Balkán-kupában. Az AÉK Athén elleni mérkőzésre is sor került, de 3–2-re vereséget szenvedett az athéni Olimpiai Stadionban. A csoportban a klub a második helyen végzett két győzelemmel, két vereséggel és 7–8-as gólkülönbséggel. 1983/1984-ben megint szerepelt az albán kupadöntőben, de a KF Tirana vereséget mért rájuk. A következő évadban sikerült elhódítani az albán kupát, mert a döntőben sikeresen legyőzte a KF Partizani Tirana-t. Egy remek bajnokság után, 1986/87-ben a klub bejutott az UEFA-kupába. Az első mérkőzésre az FC Barcelona ellen került sor. Mindkét mérkőzésen döntetlen eredmény született (1–1, 0–0), így a Barcelona jutott tovább idegenben lőtt több góllal. Egy újabb sikeres év után megint sikerült kiharcolni a jogot az újabb UEFA-kupa indulásra. Az első körben az ellenfél az FK Partizan volt. Az első mérkőzésen 1987. szeptember 30-án, a Partizan Stadionban 2–0-ra a Vlora nyert. A másodikon a 76. percig a Partizan vezetett 2–0-ra, amikor is Sokol Kushta megszerezte azt a gólt, amely továbbjuttatta a Flamurtarit. A második körben a Wismut Aue-t sorsolták ki. A Vlorai csapat itt is sikerrel vette az akadályt. A harmadik kör megint egy újabb ismert ellenfelet tartogatott. Az FC Barcelona első játékban nem hozta a szintet; Vasil Ruci góljával a Flamurtari 1:0-ra győzött. A lelkesedés és a rajongás hatalmas volt, a 8500 férőhelyes Flamurtari Stadionban 18500 néző zsúfolódott össze. A második felvonásban a Camp Nouba 35000 néző látta a Barcelona 4–1-es kiütéses győzelmét. Ebbe az idénybe még sikerült elnyerni az albán labdarúgókupát is, ezért az 1988–1989-es kupagyőztesek Európa-kupájában rész vehetett a Flamurtari. Első körben a Lech Poznań 4-2-es összesítéssel kiejtette. Egy évvel később egy újabb sikert könyvelhetett el. Első és eddig utolsó alkalommal a Flamurtari első lett az albán labdarúgó-bajnokság első osztályában. Még ugyanekkor az albán szuperkupa is a csapat kezébe került.

### A '90-es évek
A kommunizmus évei után a Flamurtari nehéz időszakon esett át. Sok játékos hagyta el a klubot és szerződött külföldre játszani. Az 1991/1992-es szezont -6 pontról kezdte, miután a szövetség pénzügyi szabálytalanságokat tárt fel. Az elkövetkező három idényben a csapat a középmezőnyben szerepelt, nem túl jelentős, sőt néha szégyenteljes eredményekkel. Az 1996/97-es szezon volt a kommunizmus bukása utáni legjobb évad. A szezon nagy lendülettel indult, nyolc győzelemmel egymás után. A téli szünet a csapatot az első helyen érte. A tavaszi idény kezdetén törtek ki az 1997-es zavargások. Az Albán labdarúgó-szövetség felfüggesztette a mérkőzéseket és úgy döntött, hogy az maradt a végeredmény, ami az idény még lejátszott pár mérkőzése után volt. A Flamurtari a harmadik helyen végzett.

## A klub színei és a mezek
A KS Flamurtari hagyományos színei a piros és a fekete, utalásul arra, hogy az Ismail Qemali vezette nemzetgyűlés 1912. november 28-án a városban kiáltotta ki Albánia függetlenségét, és ezek lettek a nemzeti lobogó színei. A csapat első logóját az első hivatalos labdarúgó-bajnokság előtt tervezték és nagyon hasonlított a városi tanács címeréhez. A második világháború után a címer is megváltozott. Pajzs alakú lett és a fekete, fehér és piros alapon egy nagy F betű szerepelt. A jelenleg is használatos címer a '80-as évek végén került használatba; rákerült az alapítási év, a címer széle pedig fekete és arany színű lett.
| \| \| \| \| \| \| \| \| \| \| \| \| |              |              |
| A kezdeti mez                       |              |              |
| Team colours                        | Team colours | Team colours |
| Team colours                        |              |              |
| Team colours                        |              |              |

| Team colours | Team colours | Team colours |
| Team colours |              |              |
| Team colours |              |              |

| \| \| \| \| \| \| \| \| \| \| \| \| |              |              |
| 1946 és 1981 között                 |              |              |
| Team colours                        | Team colours | Team colours |
| Team colours                        |              |              |
| Team colours                        |              |              |

| Team colours | Team colours | Team colours |
| Team colours |              |              |
| Team colours |              |              |

| \| \| \| \| \| \| \| \| \| \| \| \| |              |              |
| A '80-as évek meze                  |              |              |
| Team colours                        | Team colours | Team colours |
| Team colours                        |              |              |
| Team colours                        |              |              |

| Team colours | Team colours | Team colours |
| Team colours |              |              |
| Team colours |              |              |

| \| \| \| \| \| \| \| \| \| \| \| \| |              |              |
| A jelenlegi                         |              |              |
| Team colours                        | Team colours | Team colours |
| Team colours                        |              |              |
| Team colours                        |              |              |

| Team colours | Team colours | Team colours |
| Team colours |              |              |
| Team colours |              |              |

## Stadion
A Flamurtari Stadion építése alatt a csapat egy közeli mezőn, a „Varri i Halimit”-on játszotta mérkőzéseit. A „Varri i Halimit” Uji i Ftohte-ban van, ahol ma a csapat tréningezni szokott. A új stadion 1961-ben került átadásra 6500 férőhellyel, amely hamarosan kevésnek bizonyult. Az 1975-ös bővítés alkalmával további 6000 férőhellyel bővült, így már 12000 szurkoló befogadására volt alkalmas. A klub aranykorába, azonban a szűkös helyek ellenére 15000 rajongó is ellátogatott a mérkőzésekre. A maximális nézőszámot 1987-ben mérték az FC Barcelona elleni rangadón, ahol a nézőszám elérte a 18500-at. 2004-ben a stadiont átépítették az Albán labdarúgó-szövetség és a Vlora-i önkormányzat által. Hamarosan beszerelésre kerülnek az új reflektorok, így már az albán U-21-es válogatott is játszhat itt.

## Sikerei
- Albán labdarúgó-bajnokság (Kategoria Superiore)
  - Bajnok (1 alkalommal): 1991
  - Ezüstérmes (7 alkalommal): 1946, 1948, 1982, 1986, 1987, 1988, 2011
  - Bronzérmes (3 alkalommal): 1990, 1994, 1997

- Albán kupa (Kupa e Shqipërisë)
  - Győztes (3 alkalommal): 1985, 1988, 2009
  - Ezüstérmes (8 alkalommal): 1960, 1983, 1984, 1987, 1990, 1991, 1996, 1997

- Albán szuperkupa
  - Győztes (2 alkalommal): 1990, 1991
  - Ezüstérmes (1 alkalommal): 2009

## Nemzetközi eredményei
| Szezon  | Kupa        | Forduló         | Ország        | Klub                | Otthon | Idegenben | Összesítés |
| ------- | ----------- | --------------- | ------------- | ------------------- | ------ | --------- | ---------- |
| 1985–86 | KEK         | 1. forduló      | Finnország    | HJK Helsinki        | 1–2    | 2–3       | 3–5        |
| 1986–87 | UEFA-kupa   | 1. forduló      | Spanyolország | FC Barcelona        | 1–1    | 0–0       | 1–1        |
| 1987–88 | UEFA-kupa   | 1. forduló      | Jugoszlávia   | FK Partizan         | 2–0    | 1–2       | 3–2        |
| 1987–88 | UEFA-kupa   | 2. forduló      | NDK           | Wismut Aue          | 2–0    | 0–1       | 2–1        |
| 1987–88 | UEFA-kupa   | 3. forduló      | Spanyolország | FC Barcelona        | 1–0    | 1–4       | 2–4        |
| 1988–89 | KEK         | 1. forduló      | Lengyelország | Lech Poznań         | 2–3    | 0–1       | 2–4        |
| 1990–91 | KEK         | 1. forduló      | Görögország   | Olimbiakósz         | 0–2    | 1–3       | 1–5        |
| 1991–92 | BEK         | 1. forduló      | Svédország    | IFK Göteborg        | 1–1    | 0–0       | 1–1        |
| 1996–97 | KEK         | Selejtező       | Szlovákia     | Humenné             | 0–2    | 0–1       | 0–3        |
| 2009–10 | Európa-liga | 2. selejtezőkör | Skócia        | Motherwell          | 1–0    | 1–8       | 2–8        |
| 2011–12 | Európa-liga | 1. selejtezőkör | Montenegró    | Budućnost Podgorica | 1–2    | 3–1       | 4–3        |
| 2011–12 | Európa-liga | 2. selejtezőkör | Csehország    | Baumit Jablonec     | 0–2    | 1–5       | 1–7        |
| 2012–13 | Európa-liga | 1. selejtezőkör | Magyarország  | Budapest Honvéd     | 0–1    | 0–2       | 0–3        |

## Jelenlegi keret
| #  |              | Poszt | Név                |
| -- | ------------ | ----- | ------------------ |
| 1  | Albánia      | K     | Shpëtim Moçka      |
|    | Albánia      | K     | Argjent Halili     |
| 27 | Albánia      | K     | Klodian Xhelilaj * |
|    | Albánia      | V     | Halim Begaj        |
|    | Albánia      | V     | Bledion Guga       |
|    | Horvátország | V     | Jurica Puljiz      |
|    | Albánia      | V     | Franc Veliu        |
|    | Albánia      | V     | Orjand Beqiri      |
|    | Albánia      | V     | Armando Myrtaj *   |
|    | Albánia      | V     | Alvaro Bishaj *    |
|    | Albánia      | V     | Eraldo Canaj *     |
|    | Albánia      | V     | Renaldo Azizaj *   |
|    | Albánia      | V     | Darling Banushi *  |
|    | Horvátország | KP    | Robert Alviz       |
|    | Albánia      | KP    | Orges Serjani      |

| # |          | Poszt | Név                |
| - | -------- | ----- | ------------------ |
|   | Albánia  | KP    | Ervis Shakaj *     |
|   | Albánia  | KP    | Besmir Arifaj      |
|   | Albánia  | KP    | Ermir Strati       |
|   | Albánia  | KP    | Hair Zeqiri        |
|   | Albánia  | KP    | Taulant Kuqi       |
|   | Albánia  | KP    | Eriol Merxha       |
|   | Brazília | KP    | Flavio Beck Junior |
|   | Albánia  | KP    | Odise Roshi        |
|   | Albánia  | CS    | Ardit Shehaj       |
|   | Albánia  | CS    | Elham Galica       |
|   | Albánia  | CS    | Marius Ngjela      |
|   | Albánia  | CS    | Devis Mema         |
|   | Albánia  | CS    | Hergert Gjondeda * |
|   | Albánia  | CS    | Albano Caushaj *   |
|   | Albánia  | CS    | Andi Shabanaj *    |

(*) A "B" csapatban is szerepel

## Híres játékosok
| Albánia - Ilir Alliu - Nesti Arapi - Ardian Behari - Estref Billa - Luan Birçe - Loro Boriçi - Agim Bubeqi - Alban Bushi - Nevian Cani - Geri Çipi - Kreshnik Çipi - Leonid Çurri - Spiro Çurri - Perparim Daiu - Viktor Daullja - Gjergj Dëma - Ilir Dibra - Johan Driza - Ervin Fakaj - Alfred Ferko | Albánia - Latif Gjondeda - Mexhit Haxhiu - Skënder Ibrahimi - Roland Iljadhi - Sokol Kushta - Edmond Liçaj - Saimir Malko - Eqerem Memushi - Olgert Muka - Devis Mukaj - Viktor Pacha - Petro Ruçi - Vasil Ruçi - Nako Saraçi - Ervin Skela - Rrapo Taho - Daniel Xhafa - Fjodor Xhafa - Uran Xhafa - Pandeli Xhaho - Alfred Zijai | Külföldi - Flavio Beck Junior - Sasho Angelov - Roger Pandong - Alain N'Koulou - Abada Narcisse Fish - Richard Bokatola - Sasa Delain - Goran Brajkovic - Mate Brajkovic - Anton Dedaj - Branko Panic - Marin Con - Flamur Kyçyku - Liridon Leci - Ismet Munishi - Nima Nakisa - Martins Okeke - Jorge Oropeza - Djibril Sissoko |

## Fordítás
- Ez a szócikk részben vagy egészben  a   KS Flamurtari Vlorë című angol Wikipédia-szócikk ezen változatának fordításán alapul.  Az eredeti cikk szerkesztőit annak laptörténete sorolja fel. Ez a jelzés csupán a megfogalmazás eredetét és a szerzői jogokat jelzi, nem szolgál a cikkben szereplő információk forrásmegjelöléseként.